# Invicta TV
Invicta TV foi um canal de televisão por cabo português de cariz informativo, tendo como foco a região do Grande Porto. As emissões experimentais tiveram início em janeiro de 2005, emitindo definitivamente entre 18 de abril de 2006 a 3 de janeiro de 2007, embora sem nunca haver estado legalmente habilitado para isso pela Entidade Reguladora para a Comunicação Social. O canal era propriedade da empresa luso-americana Finanzza Investments, administrada pelo empresário português Vítor Fernandes, sendo disponibilizado somente para os clientes do operador por cabo TVTel. Após vários problemas técnicos e legais, o canal e os seus conteúdos acabaram por ser vendidos à TVTel em janeiro de 2007, sendo o canal extinto pouco depois. Foi sucedido pela RNTV - Região Norte Televisão, que por sua vez deu lugar ao atual canal por cabo Regiões TV (RTV).

## Antecedentes

#### Finanzza Investments
A empresa Finanzza Investiments (FI) já existia em 2003, tendo sido formada para fazer concorrência ao site Telefonia Virtual, o primeiro site português dedicado ao mundo radiofónico, fundado por Nuno Ribeiro em 1998, o qual existiu até 2005.
A FI apresentava-se como uma holding luso-americana, administrada pelo empresário português Vítor Fernandes, natural de Bragança, que dizia deter 95% do capital. A empresa teria a sua sede em Washington, nos Estados Unidos, e em Portugal, deteria o Grupo Norte Rádio e Televisão, o qual, segundo Vítor Fernandes, geria quatro rádios locais. Uma investigação do Jornal de Notícias em dezembro de 2004 revelou, no entanto, que uma das rádios funcionava em Vinhais, sendo pouco ativa e sem emissões regulares. Outra estação localizava-se em Sabrosa, havendo ainda uma participação na Rádio Nova. Outras notícias davam a FI como sendo detida pela família de Vítor Fernandes, em parceria com uma sociedade de capital de risco norte-americana, cujo nome nunca foi revelado.
Embora inicialmente tenha apontado Washington como localização da sede da empresa, em novembro de 2006 Vítor Fernandes afirmou que esta estaria localizada "entre Washington e Nova Iorque". Investigação levada a cabo pelo Expresso apurou não existir, nem no estado de Nova Iorque nem no de Washington, qualquer empresa com o nome "Finanzza Investments", aparecendo apenas no estado do Delaware. Confrontado com esta incongruência, Vítor Fernandes confirmou que a empresa afinal estaria sediada no Delaware, tendo escolhido aquela localização “por motivos de conveniência pessoal e legal”. O empresário garantiu, no entanto, que também teria escritórios em Nova Iorque e em Washington, dos quais nunca chegou a fornecer os contactos, apesar de instado a fazê-lo.
Segundo Vítor Fernandes, em dezembro de 2007 a empresa possuiria três funcionários nos Estados Unidos: ele próprio, um Curtis Swetz e outro cujo nome não se lembrava.
A FI possuía ainda o site JornalRadio.com, fundado por Filipe Jorge, que atribuía anualmente um prémio para os que considerava os melhores websites de rádio do país, o Oscar Jornal Rádio. Em 2003 ganhou a TSF, e em 2004 a RCI Viseu.
Em dezembro de 2004, Vítor Fernandes comunicou que a FI pretendia lançar um canal de televisão por cabo, cujo nome não era divulgado, que se propunha, segundo o empresário, assumir uma forte componente informativa, pretendendo também ter um «papel interventivo em relação à região», apostando na divulgação das vertentes cultural e científica do Norte de Portugal.
A 29 de dezembro, Vítor Fernandes comunicou que havia convidado a estação televisiva portuguesa SIC a integrar o projeto. A 7 de janeiro seguinte, ainda não havia sido recebida qualquer resposta por parte da SIC.
O início das emissões experimentais do canal estava previsto para meados de janeiro seguinte, sendo o público do Grande Porto o primeiro que teria contacto com o novo projecto, uma vez que, numa primeira fase, o canal apenas seria transmitido naquela região através do operador TVTel. A TVTel, empresa participada pelo grupo Medialivre, BPI e PME Capital, operava exclusivamente no Grande Porto, somando em dezembro de 2004 um total de quinze mil assinantes.
O investimento total previsto para os primeiros seis meses de transmissões, incluindo a área de conteúdos, seria na ordem dos 497 mil euros, ficando a nova emissora sediada na zona industrial da cidade do Porto. O canal contaria com uma equipa informativa constituída por três pivots e seis jornalistas. A equipa teria o apoio do sistema digital desenvolvido pela empresa norueguesa Mobbers Telelinks, especialista em difusão de conteúdos interactivos de televisão e parceira de várias redes europeias, como a francesa TF1, com uma estrutura tecnológica envolvendo um investimento de cem mil euros.

## Emissões experimentais
Em janeiro de 2005, o canal iniciou a primeira etapa de emissões experimentais, transmitindo a sua mira técnica.
Em 14 de junho desse ano, Vítor Fernandes anunciou o arranque da emissão em julho, com conteúdos experimentais sobre temas relacionados com o Grande Porto, sendo o canal distribuído através da operadora de cabo TvTel, com uma duração diária de cinco horas.
A 4 de julho, Vítor Fernandes, na qualidade de administrador da FI - Portugal, foi recebido pelo ministro Augusto Santos Silva, a quem apresentou o projecto de canal regional. Segundo Vítor Fernandes, o canal seria "o primeiro verdadeiro canal regional português, por género, produto e formato, com emissões dedicadas em exclusivo ao Grande Porto, centradas na cultura e nas pessoas". O gabinete do ministro não informou o teor da discussão, apenas revelando que os responsáveis da FI foram recebidos e ouvidos em audiência, como todos os operadores que solicitam encontros.
Em agosto do mesmo ano, segundo declarações do administrador da empresa, a Invicta TV havia recebido o parecer de carácter não vinculativo do Instituto da Comunicação Social (ICS), encontrando-se a aguardar o parecer da Alta Autoridade para a Comunicação Social (AACS) para avançar com as suas emissões experimentais. Em particular, existiam dúvidas sobre qual a jurisdição a aplicar ao canal, uma vez que embora os conteúdos produzidos e as emissões ocorressem em Portugal, a empresa proprietária tinha a sua sede nos Estados Unidos da América.
Uma nova previsão do arranque das emissões a 10 de outubro voltaria igualmente a falhar.
A 5 de novembro de 2005, ainda sem resposta da AACS, Vítor Fernandes anunciou em comunicado estar prestes a arrancar com as transmissões nos dias seguintes, acusando a AACS de atrasar o processo de deliberação sobre o projecto do canal regional, dando-a como responsável pelos "prejuízos actuais e futuros" do projecto, assim como pelo atraso no arranque das transmissões. Segundo Vítor Fernandes, a estação não estaria sob jurisdição portuguesa, o que a dispensaria do parecer da AACS para arrancar.
Segundo Armando Torres Paulo, presidente da AACS, informou ao Diário de Notícias, o processo estaria fora da sua alçada, nas mãos do relator, aventando que o atraso poderia ser devido a eventuais diligências feitas no decurso do processo. Por sua vez, José Garibaldi, vice-presidente da organização, declarou à Lusa que o processo do canal Invicta TV ainda estava em fase de apreciação, sendo cedo para a entidade reguladora se pronunciar sobre a matéria, esclarecendo que o que estava em causa no processo não era o parecer da AACS, mas sim se o canal precisava, ou não, de uma autorização para emitir em Portugal.
Em 12 desse mês, o canal decidiu avançar com as transmissões de imagens promocionais mesmo sem ter recebido ainda o parecer da AACS, alegando não ser necessário, já que a Invicta TV, propriedade do grupo luso-americano FI, não estaria sob jurisdição portuguesa, uma vez que o grupo não possuía sede em Portugal.
No início de fevereiro de 2006, a Invicta TV continuava com as emissões experimentais, integrando uma equipa de 16 pessoas, dos quais cinco são jornalistas, tendo Vítor Fernandes assegurado a viabilidade económica do canal. Pouco antes, a AACS aplicara uma coima de dez mil euros ao grupo FI, uma vez que as rádios locais que detinha no Norte emitiam programação distinta da aprovada.

#### Prensa Ibérica
A 29 de julho de 2005, a empresa espanhola Prensa Ibérica anunciou a suspensão das duas publicações de que era proprietária em Portugal, O Comércio do Porto e A Capital, com um conjunto de perto de 150 trabalhadores, invocando falta de viabilidade financeira. No mesmo dia, Vítor Fernandes, alegando um suposto acordo que alegadamente fizera com essa empresa, veio a público acusar a administração da Prensa Ibérica de violar os termos do acordo feito com a FI, ao recusar a continuidade da publicação, optando pelo encerramento imediato.
De acordo com as declarações de Vítor Fernandes, a FI teria acordado no dia anterior com o grupo espanhol Prensa Ibérica, representado em Portugal por António Matos, a compra de O Comércio do Porto, com a condição de que a publicação se manteria durante o tempo necessário para realizar a escritura pública de compra, de oito a quinze dias. segundo o empresário, o acordo com o representante da Prensa Ibérica previa que o grupo espanhol assumisse o passivo de O Comércio do Porto, no valor de cerca de 4,8 milhões de euros, enquanto a FI, proprietária da Invicta TV, compraria o jornal por "um preço simbólico" e assumiria os encargos da dispensa de parte dos trabalhadores, 20 a 25. Estas dispensas, e outros compromissos de curto prazo do periódico, exigiriam uma injecção de capital de 500 mil euros, que a FI se teria comprometido a avançar. Os restantes trabalhadores, perto de 50, seriam integrados no projecto Invicta TV, visando a criação de uma redacção única onde funcionaria o canal de televisão, a rádio e o jornal.
Segundo os representantes da Prensa Ibérica, o acordo, no entanto, nunca ter-se-ia realizado. Miguel Anacoreta Correia, administrador das duas empresas detidas pela Prensa Ibérica, confirmou que Vítor Fernandes havia efetivamente enviado uma proposta, mas que esta não chegara sequer a ser considerada, uma vez que a sua empresa não se apresentava como uma entidade credível.

## Emissões definitivas
As emissões definitivas do canal arrancaram às 19 horas de 18 de abril de 2006, com o noticiário "Jornal do Grande Porto", sendo o canal operado pela TvTel, disponibilizado provisoriamente na posição 47 do pacote clássico comercializado pela distribuidora.
De acordo com o então administrador Vítor Fernandes, o primeiro dia de emissões prolongou-se até à uma da manhã, sendo preenchido, entre outros, pelo "Jornal do Grande Porto", com três edições actualizadas, pelo espaço de entrevistas "Nós aqui ao lado" e pelo comentário sobre a actualidade de Teresa Lago, ex-presidente da Sociedade Porto 2001 - Capital Europeia da Cultura. Vítor Fernandes anunciou a intenção de manter esse esquema de programação pelo menos nos primeiros dois meses, admitindo depois passar para as 12 horas diárias de programação. O canal definia-se como exclusivamente informativo, sem espaço para o entretenimento.
À data do início das emissões, a equipa do canal compunha-se de vinte pessoas, sendo a direcção de programas e de informação assegurada pela jornalista Carla Mendes Rocha, que conduziu o primeiro bloco informativo. Vítor Fernandes afirmou que o canal contava com uma ocupação de 15% do espaço máximo de publicidade, prevendo que nos próximos quinze dias seguintes a estação possa atingir uma ocupação comercial de 40%. A emissão do canal estava assegurada pela FI. O canal não tinha, no entanto, o aval da Entidade Reguladora para a Comunicação Social (ERC).
No próprio dia em que a Invicta TV iniciou as emissões definitivas, a Entidade Reguladora para a Comunicação Social deu início a uma ação fiscalizadora. Segundo Nuno Pinheiro Torres, diretor executivo da ERC, em setembro seguinte ano a ERC averiguou existir “matéria indiciária do exercício da actividade de televisão sem habilitação legal, entre outras condutas susceptíveis de ser avaliadas em instância própria", enviando o processo para a Procuradoria Geral da República. O processo foi acompanhado da respectiva participação, uma vez que a atividade ilegal de televisão é punida com prisão até três anos ou multa de 320 dias. A averiguação visava saber sob que jurisdição estaria a empresa dona do canal, a Finanzza Investments. Segundo Vítor Fernandes, a Invicta TV estaria isenta de requerer licença para operar em Portugal, uma vez que a sede estava localizada nos Estados Unidos. A ERC, no entanto, encontrou indícios de que “a actividade de televisão praticada se encontra sujeita à jurisdição do Estado português”, uma vez que a acção do canal não estava “totalmente deslocalizada do território nacional ou de qualquer outro Estado da União Europeia”. A informação foi revelada pela ERC a 25 de novembro. A 4 de dezembro, Vítor Fernandes, informou, em conferência de imprensa, ponderar processar a ERC por "difamação e injúrias", já que esta, segundo ele, estaria a tratar o processo da Invicta TV "com pouca lisura e legalidade", afirmando que a correspondência trocada nos últimos dois anos não correspondia ao que a ERC tem dito nos jornais. Segundo o empresário, uma vez que a FI tinha três funcionários nos Estados Unidos, e a Invicta TV não empregava qualquer funcionário, sendo os conteúdos assegurados pelo Grupo Norte Rádio e Televisão, a maioria da estrutura estaria sediada no estrangeiro. De acordo com Vítor Fernandes, à data a única irregularidade relacionada à Invicta TV seriam alguns salários em atraso que estaria a tentar pagar.
A 4 de setembro de 2006, a administração da FI, anunciou a nomeação do produtor televisivo Ediberto Lima para o cargo de diretor-geral da estação, em substituição de Vítor Fernandes, que até aí acumulara essa função com a de administrador-executivo da FI.
Em fins de setembro, o canal era diariamente difundido por cabo, das 19 horas à uma da manhã.

### Pagamentos e salários em atraso
Em setembro de 2006, Vítor Fernandes, administrador da estação, teria sido, segundo o Jornal de Notícias, acusado de burlar fornecedores e colaboradores, os quais, por falta de pagamento dos serviços, teriam acabado por se afastar do projecto. Segundo o mesmo periódico, à data, o empresário teria já quatro processos em tribunal e uma queixa na polícia.
José Miranda, da Mixim, produtora de televisão e cinema, acusou Vítor Fernandes de querer "criar um canal com investimento zero", afirmando que a Invicta TV "não passa de um canal ilegal". O produtor afirmou que lhe havia sido prometido o cargo de diretor de programação da estação, tendp prestado serviços gratuitos à estação durante oito meses. Contratou depois a empresa de design Comunicação, para tratar da imagem do canal, cujo serviço, com custo de três mil euros, nunca teria sido pago. Miranda afirmou que, após ter sem sucesso insistido no pagamento, havia persebido que nada no projeto da Invicta TV era real, que o empresário não tinha capital, tendo-se visto obrigado a meter uma ação em tribunal.
O mesmo sucedera à Linha de Terra, empresa nacional de produção de filmes e animação gráfica, a quem foi adjudicado o grafismo do canal, e os genéricos e separadores de programas, cuja requisição, no valor de sete mil euros, nunca fora paga, tendo sido a cobrança da dívida igualmente para tribunal.
Uma outra empresa, a Aquafilmes, que cedia material de filmagem e operadores de câmara à Invicta TV, colocou uma acção judicial referente a uma dívida que ultrapassa os 20 mil euros. Nelson Rocha, um dos operadores, revelou continuar à data com salários em atraso, tendo-se demitido em julho, uma vez que não só não recebia, como ainda financiava a gasolina necessária para as deslocações, que chegavam a dois mil quilómetros por mês na sua própria viatura.
Ricardo Martins, que assumira inicialmente a direcção de programas, demitiu-se dez meses depois, afirmando que "o canal não é sério, nem profissional", e justificando a saída com o facto de não querer o nome "associado a um projecto sem condições mínimas".
Paula Veloso, secretária de Vítor Fernandes, que entrara em funções a 20 de abril, revelou nunca tendo percebido exatamente qual seria o seu cargo. Apesar disso, ao constatar que a empresa não dispunha de qualquer estrutura financeira montada, começara a procurar contratos publicitários que suportassem o canal. Saiu da estação a 7 de julho, por não suportar a falta de pagamento do salário mensal, de cerca de 700 euros. Com dois meses de salário em atraso, Vítor Fernandes teria lhe passado um cheque de 500 euros, o qual não tinha cobertura. Paula deslocara-se então aos estúdios para apresentar a demissão a Vítor Fernandes, o qual chamara a polícia, afirmando que a secretária invadira a sua propriedade, que esta o estaria a roubar e que não se sentia seguro. No decurso do episódio, Paula Veloso oficializou uma queixa contra Vítor Fernandes por injúrias e cheque sem provisão.
Segundo o Jornal de Notícias, à data da reportagem, a maior parte dos jornalistas que assegurava a emissão não era remunerada desde junho, tendo assinado contratos de trabalho que, entre outras cláusulas, os obrigavam a um pacto de silêncio durante cinco anos, tendo de pagar uma multa de 150 mil euros caso o quebrassem.
Confrontado com as acusações, Vítor Fernandes negou qualquer pagamento em atraso, afirmando estar concentrado no objetivo de colocar a Invicta TV a emitir para França, Espanha e Alemanha.
Em outubro de 2006, oito elementos que trabalhavam para o canal, entre os quais quatro jornalistas e a directora de informação, responsáveis pelos conteúdos do cana, todos funcionários do grupo Norte Rádio e Televisão, igualmente pertencente a Vítor Fernandes, rescindiram o contracto que os ligava à empresa, alegando três meses de salários em atraso, que correspondiam aos meses de julho, agosto e setembro, afirmando estarem cansados das "constantes promessas de pagamento”. Vítor Fernandes admitiu ao Correio da Manhã poder ter ordenados em atraso, embora não tanto como os funcionários afirmavam.
Em novembro desse ano, Vítor Fernandes tinha um processo por falta de pagamento de três meses de salários a ex-funcionários. O empresário assumiu que essas dívidas existiam, garantindo que seriam pagas em breve.
A 22 de novembro de 2006, o jornalista Miguel Conde Coutinho, ao serviço do semanário Expresso, preparava uma investigação jornalística sobre a Invicta TV, que viria a ser publicada no sábado seguinte, a 26 do mesmo mês, dirigindo-se para o efeito às instalações da emissora, no Porto. De acordo com o Expresso, no decurso desse contacto o jornalista terá sido sequestrado, ficando retido pelo dono da estação televisiva, Vitor Fernandes, naquelas instalações, com a alegação do jornalista estar a ter um comportamento eticamente condenável. Vítor Fernandes chamou a polícia, mantendo Miguel Coutinho retido durante cerca de vinte minutos, até à chegada das forças de segurança. Segundo fonte do Correio da Manhã, Coutinho e o fotógrafo do Expresso deslocaram-se à Invicta TV, com o objetivo de fotografar Vítor Fernandes, visando a conclusão do trabalho de reportagem. À chegada, Fernandes tê-los-ia mandado sentar, questionando Coutinho sobre se tinha contactado com determinada fonte, ao que o jornalista terá respondido que sim. Fernandes teria então pegado no telefone, questionando a pessoa que o ouvia se o jornalista se tinha feito passar junto dela como seu advogado. Fernandes teria dito depois a Coutinho que este não podia sair da sala enquanto não chegasse a polícia, chamando dois indivíduos e trancando a porta, como a polícia teria testemunhado ao chegar ao local. Vítor Fernandes negou ao Correio da Manhã ter sequestrado Coutinho, afirmando que “sequestro é quando se foge com alguém para longe da polícia e não quando se está com alguém à espera da polícia”. Por outro lado, a mesma fonte do periódico afirmou que o jornalista nunca se teria feito passar por advogado do administrador, sendo falsa a alegação de Fernandes.
Apesar de Vítor Fernandes afirmar que apenas quis garantir a identificação do jornalista para agir judicialmente contra ele, o Expresso considerou ter havido crime de sequestro. A 24 de novembro, Miguel Coutinho apresentou queixa de sequestro contra Vítor Fernandes na Polícia de Segurança Pública (PSP) do Porto. Vítor Fernandes, por seu lado, apresentou queixas contra Miguel Coutinho, tanto na PSP como na ERC, acusando Coutinho de se ter feito passar por seu advogado junto de uma fonte “para obtenção ilícita de informações e acesso a fontes de informação”.

## Fecho da emissora
A 3 de janeiro de 2007, a operadora de televisão e Internet por cabo TvTel anunciou ter adquirido os conteúdos e a marca Invicta TV - Televisão do Grande Porto à empresa FI, colocando assim o canal sobre sob a jurisdição portuguesa. Júlio Martins de Sousa, presidente do conselho de administração da TVTel, comentou que a compra "pôs fim a uma série de polémicas e suspeitas" relacionadas com a legalidade do canal, antecipando o interesse da sua empresa em iniciar-se na área de negócio de produção de conteúdos, assim como desenvolver um canal regional próprio. Os seis funcionários, jornalistas e operadores de câmara, anteriormente contratados, seriam mantidos, participando na remodelação do projecto televisivo,  não avançando com qualquer compromisso com o então diretor-geral da estação, Ediberto Lima.
Na mesma data, a operadora anunciou a suspensão temporária das emissões do canal, asseguradas desde abril anterior pela FI, anunciando a intenção de aproveitar para fazer uma reestruturação geral do canal. Todos os programas produzidos pela Invicta TV seriam, entretanto, emitidos num canal de televisão através da Internet, disponível através do site www.invictatv.com. A TVTel anunciou esperar concluir o processo de reestruturação no espaço de dois meses. O canal acabaria por ser extinto.

## Desenvolvimentos posteriores
A 30 de março de 2007, a TVTel anunciou a substituição da Invicta TV por um novo canal exclusivamente informativo, a Região Norte TV, configurando-se como a primeira aposta da operadora na área de produção de conteúdos, cuja emissão previa iniciar a 1 de setembro desse ano.
Em dezembro desse ano, a RNTV - Região Norte Televisão era apresentada pela TVTel como um canal dedicado à actualidade informativa da região Norte, tendo como diretor de programação Vítor Fernandes, ex-administrador da extinta Invicta TV e da FI. O novo canal iniciou as suas emissões em janeiro de 2008, reforçando o investimento em 300 mil euros em março desse ano.
A TVTel viria posteriormente a ser adquirida pela ZON, atual NOS, e a RNTV, sucessora da Invicta TV, daria origem à atual Regiões TV (RTV).
 

O novo canal RTV, dedicado às regiões de norte a sul de Portugal, foi lançado pela  ZON TVCabo a 5 de dezembro de 2008, localizando-se na posição 201 da grelha digital, sendo disponibilizado aos clientes da rede cabo com power box/ ZON BOX, no pacotes Clássico e Funtastic, nas zonas de Lisboa, Porto, Coimbra e margem sul do Tejo. O canal era produzido pela Nextv Rádio e Televisão SA, sendo igualmente dirigido por Vítor Fernandes, na qualidade de Diretor-Geral de Programas, e Andreia Carneiro, como Diretora de Informação.